# Poa rangkulensis
Poa rangkulensis là một loài thực vật có hoa trong họ Hòa thảo. Loài này được Ovcz. & Czukav. miêu tả khoa học đầu tiên năm 1956.